# Švarcava

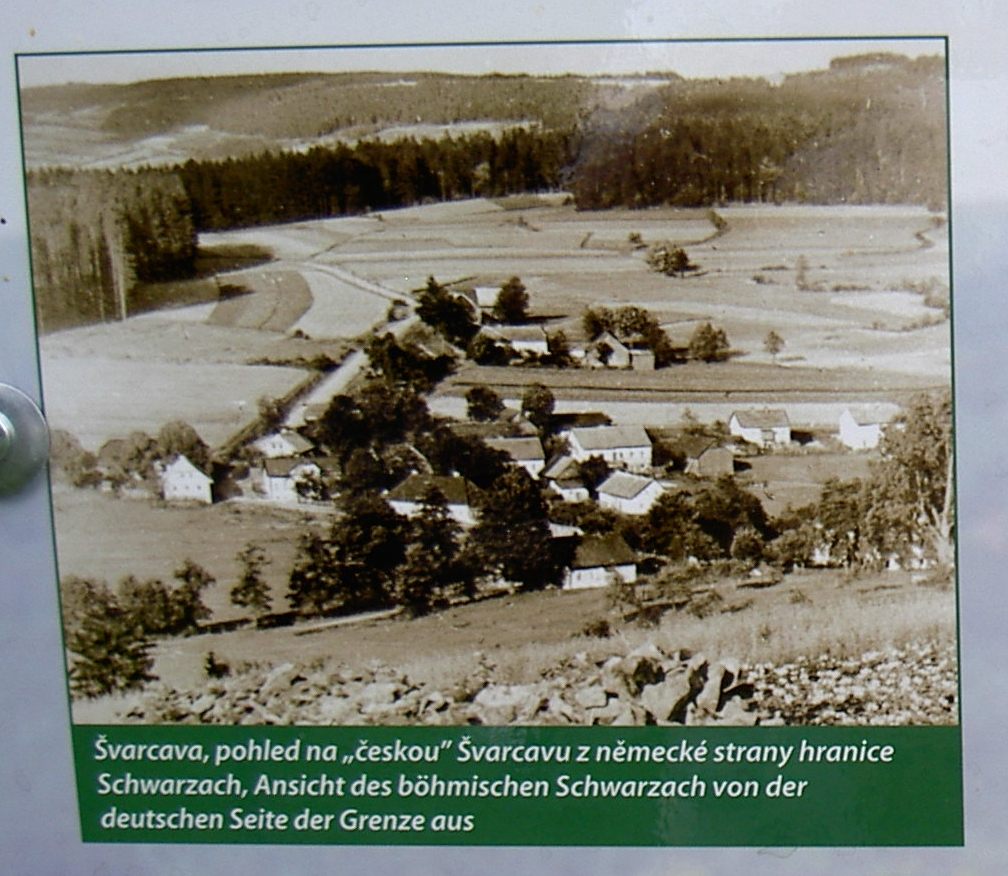
Böhmisch-Schwarzach vor der Zerstörung

Švarcava (deutsch Schwarzach, volkstümlich Böhmisch Schwarzach) ist eine Wüstung auf dem Gebiet der Gemeinde Rybník nad Radbuzou im westböhmischen Okres Domažlice in Tschechien. Das erloschene Dorf bildet eine Grundsiedlungseinheit und einen Katastralbezirk der Gemeinde Rybník.

## Geographische Lage
Südlich des Reichensteins östlich und westlich der Bayerischen Schwarzach (Černý potok), die hier die Grenze zwischen Böhmen und Bayern bildet, lag in einer Senke das Dorf Schwarzach. Der Teil des Dorfes östlich des Flusses Schwarzach, der zu Böhmen gehörte, wurde volkstümlich Böhmisch-Schwarzach genannt. Der westliche Teil, zu Bayern gehörig, besteht heute noch unter dem Namen Schwarzach.
Bis 1945 wurde dieser Teil Bayerisch-Schwarzach genannt.
Das Tal bei Schwarzach unterbricht den etwa 700 Meter hohen Höhenzug des Böhmerwaldes, der seinem geologischen Aufbau nach zum Urgebirge gehört. Bei Schwarzach kommt Granulit, eine Abart des Gneises vor.

## Geschichte

### 17. bis 19. Jahrhundert
Böhmisch Schwarzach wurde 1626 auf einer Karte von Schönsee und Umgebung als böhmisches Zoll- und Mauthäusel eingezeichnet.
Bayerisch Schwarzach wurde dagegen schon 1410 erstmals urkundlich erwähnt.
Böhmisch Schwarzach bildete zusammen mit Unterhütten, Oberhütten und Paadorf eine Gemeinde, die zum königlichen Grenzwald gehörte und den Tauser Choden zur Bewachung übergeben war. 1623 wurde dieses Gebiet an Freiherrn von Lamingen verkauft.
Johann von Wiedersperg kaufte das Gebiet um Schwarzach für 3530 Schock 42 Meißner Groschen.
Die Straße von Muttersdorf über Schwarzach nach Schönsee bestand seit dem frühen Mittelalter. Sie führte von Nürnberg über Amberg, Nabburg, Schönsee, Muttersdorf nach Bischofteinitz.
In Böhmisch Schwarzach konnte die jeweilige Herrschaft die Maut kassieren.
Ein Wirtshaus wurde in Böhmisch Schwarzach zwischen 1644 und 1652 errichtet. 1708 war Hanuß Schwab Inhaber des Wirtshauses und kaiserlicher Grenz-Zettel-Einnehmer. Böhmisch Schwarzach hatte 1722 31 Einwohner und 1788 13 Besitzer. 1825 wurde in Böhmisch Schwarzach ein Grenzzollamt eingerichtet. Im Jahre 1837 bestand Schwarzach, auch Böhmisch-Schwarzach genannt, aus 15 Häusern mit 134 Einwohnern. Im Ort gab es ein k.k. Hilfszollamt.
Nach der Aufhebung der Patrimonialherrschaften bildete Schwarzach ab 1850 mit den Ortsteilen Paadorf, Oberhütte und Unterhütte eine Gemeinde im Gerichtsbezirk Ronsperg im Klattauer Kreis. Ab 1868 gehörte die Gemeinde zum Bezirk Bischofteinitz.

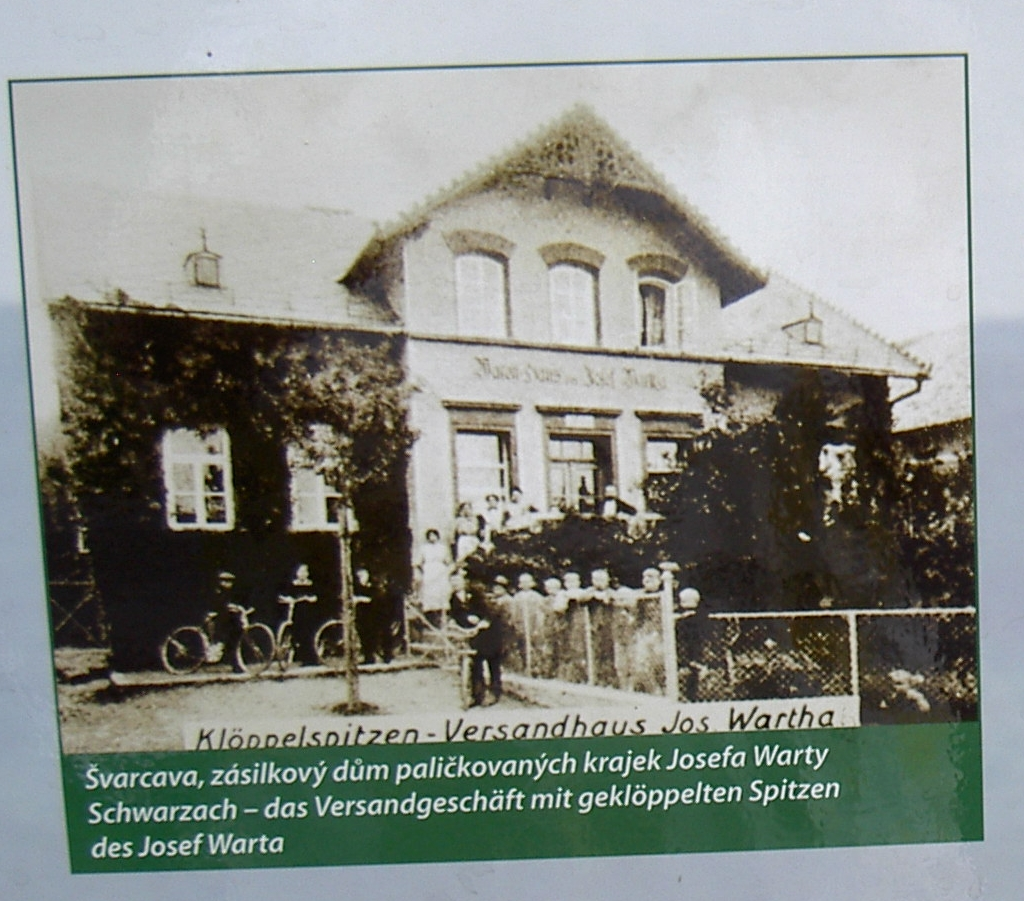
Böhmisch-Schwarzach Klöppelspitzen-Fabrik Wartha

Eine wesentliche Einkommensquelle in Böhmisch Schwarzach war die Herstellung von Klöppelspitzen, die seit Mitte des 19. Jahrhunderts auch im Gebiet um Schwarzach von Frauen und Männern betrieben wurde. Die Firma Wartha in Böhmisch Schwarzach kümmerte sich um die Organisation der Arbeit und den Vertrieb der Spitzen. Sie beschäftigte in der Zeit nach dem Ersten Weltkrieg 1500 – 1800 Heimklöppler.

### 20. Jahrhundert bis Gegenwart
1913 gab es in Böhmisch Schwarzach 16 Häuser und 135 Einwohner, 1921 waren es 124 Einwohner, 1930 wurden 19 Häuser, 47 Deutsche und 18 Tschechen gezählt. Die Gemeinde Schwarzach mit den Ortsteilen Paadorf (einschließlich Hansadl), Oberhütte und Unterhütte (einschließlich Dianahof) hatte 1930 insgesamt 895 Einwohner, wobei das namensgebende Schwarzach der deutlich kleinste der vier Ortsteile war.

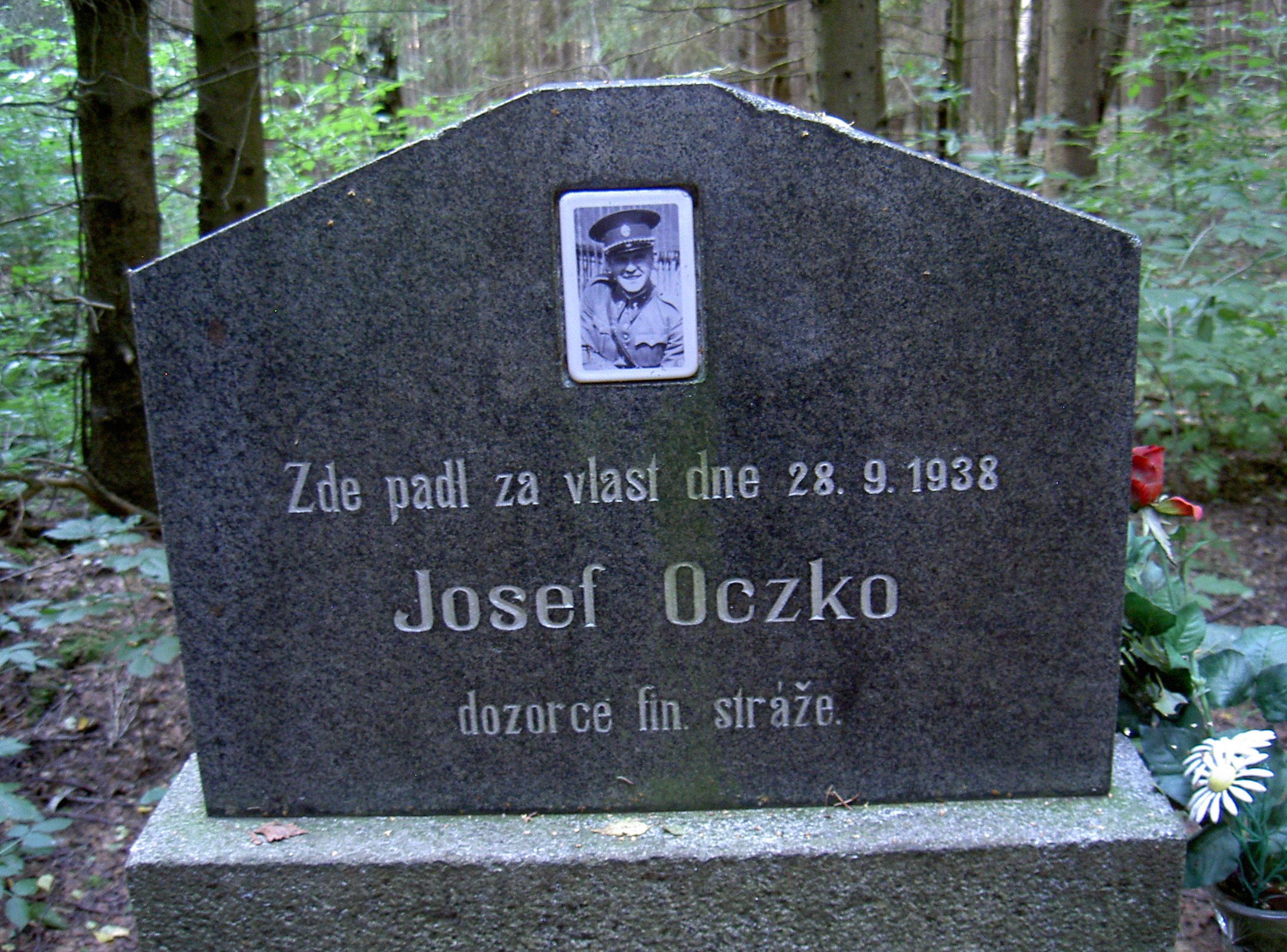
Böhmisch-Schwarzach Gedenkstein an den ermordeten Zollbeamten Josef Oczko

Am 28. September 1938 versuchte eine Sudetendeutsche-Freikorps-Einheit die Finanzwache in Böhmisch Schwarzach zu besetzen. Die tschechoslowakische Genossenschaft der Staatsverteidigungswache (SOS) schlug den Angriff zurück.
Dabei wurde der tschechische bzw. tschechoslowakische Finanzbeamte Josef Oczko verwundet, über die Grenze nach Deutschland geschleppt und dort totgeschlagen. Am nächsten Tag brachte ein deutscher Pfarrer den Leichnam Oczkos nach Böhmisch Schwarzach zurück. Ein Gedenkstein für Josef Oczko steht im Wald einige Meter von der Kreuzung der Wege nach Rybnik und nach Diana. Er trägt die Aufschrift: Zde padl za vlast dne 28.9.1938 Josef Oczko dozorce fin. stráže. (deutsch: Hier fiel für die Heimat am 28.9.1938 Josef Oczko, Finanzbeamter der Wache.) Nach dem Münchner Abkommen wurde Schwarzach dem Deutschen Reich zugeschlagen und gehörte bis 1945 zum Landkreis Bischofteinitz. 1939 lebten in der Gemeinde Schwarzach 812 Personen. Am 26. April 1945 wurde das Dorf, wie auch die gesamte Gegend um Waier, von amerikanischer Artillerie beschossen, weil sich hier eine Wehrmachteinheit verschanzt hatte; mehrere Häuser wurden zerstört. Bei den Kampfhandlungen fanden zwei US-Soldaten, ein deutscher Soldat und acht Bewohner den Tod. Nach dem Ende des Zweiten Weltkrieges kam Švarcava zur Tschechoslowakei zurück; die tschechoslowakische Zollbehörde an der Grenze wurde noch 1945 wieder eingerichtet.
1946 wurde die deutsche Bevölkerung von Švarcava vertrieben und in den 1950er Jahren wurden die Häuser des Ortes zerstört.
Heute (2014) befindet sich im ehemaligen Böhmisch Schwarzach ein Fußgänger-Grenzübergang, der (nicht ganz legal) auch von PKWs genutzt wird, die hier auf der eigentlich für Autoverkehr gesperrten Straße direkt von Bayerisch Schwarzach nach Rybník nad Radbuzou fahren und so die weiten Umwege über Tillyschanz oder Höll meiden. An diesem Grenzübergang stehen mehrere Informationstafeln über die Natur, über Wanderwege und über das traurige Schicksal der umliegenden, teilweise nicht mehr existierenden Ortschaften und ihrer Bewohner.

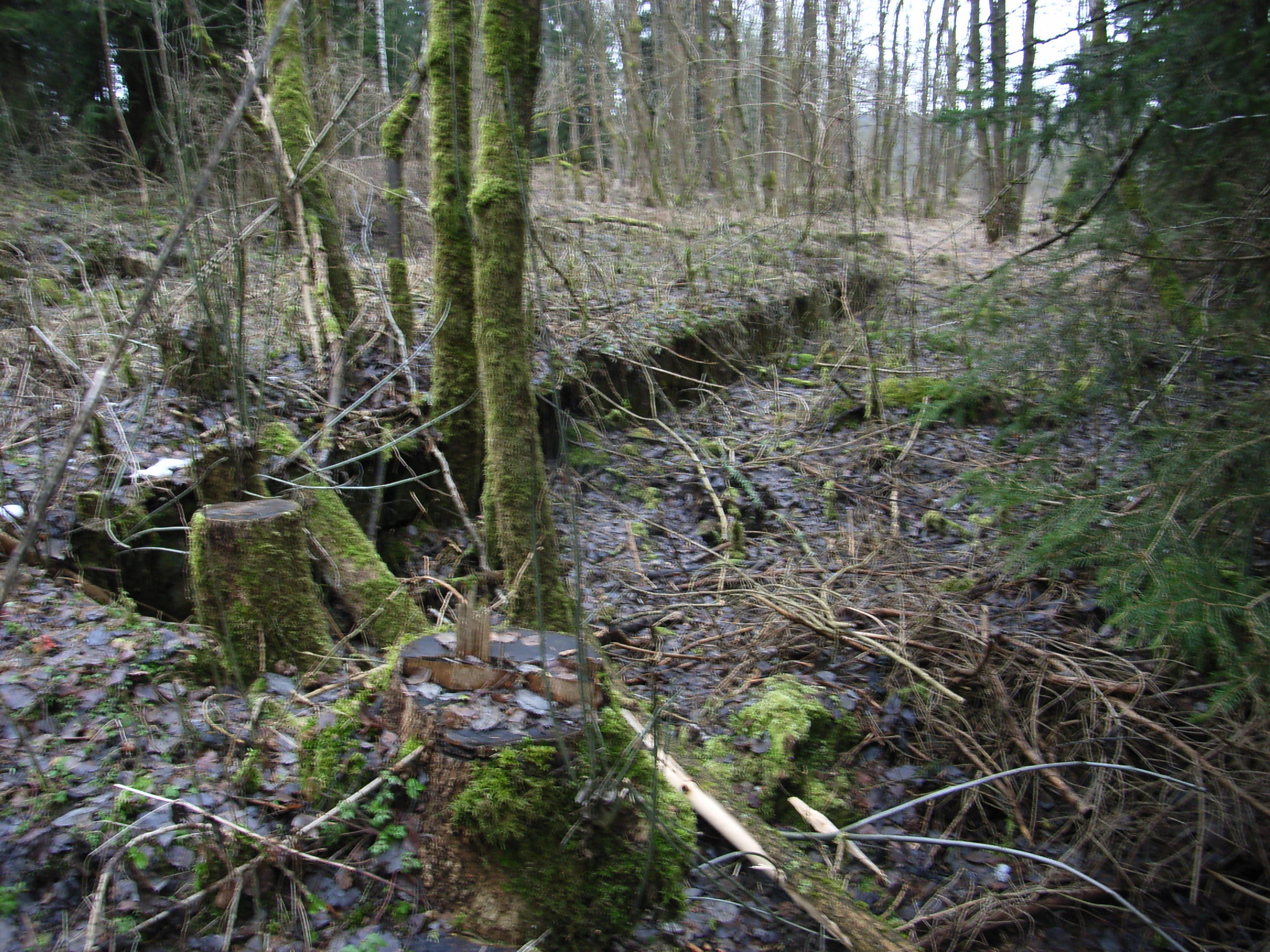
Mauerreste der untergegangenen Ortschaft Böhmisch-Schwarzach

Von Böhmisch Schwarzach sind besonders im Frühling und Herbst, wenn die Vegetation niedrig ist, noch einige Mauerreste sichtbar.